# Sideridis maryx
Sideridis maryx là một loài bướm đêm trong họ Noctuidae.